# Антонюк, Антон Никитович
Антон Никитович Антонюк (16.09.1918, Житомирская область — 11.11.1974) — связист минометной роты 835-го стрелкового полка, младший сержант — на момент представления к награждению орденом Славы 1-й степени.

## Биография
Родился 16 сентября 1918 года в селе Княжики, Ружинского района Житомирской области Украины. Украинец. В 1935 году окончил 7 классов. Работал в колхозе, токарем в Казатинском депо, на Махаринецком сахарном заводе Казатинского района.
В 1939 году был призван в Красную Армию. Участник Великой Отечественной войны. Первые военные годы оставался на оккупированной территории. В январе 1944 года был вновь мобилизован в армию Ружинским райвоенкоматом. Воевал на 1-м и 4-м Украинских фронтах. Сражался в составе 835-го стрелкового полка 237-й стрелковой дивизии, был разведчиком-наблюдателем, связистом минометной роты.
В наступательных боях летом 1944 года постоянно обеспечивал непрерывную связь наблюдательного пункта с огневыми позициями при форсировании реки Днестр и в боях в Станиславской области. Был награждён двумя медалями «За отвагу».
В сентябре 1944 года в бою за село Райское красноармеец Антонюк выявил расположение 2 вражеских пулемётов, которые затем были ликвидированы. Умело корректировал огонь минометной роты. В ходе разведки лично уничтожил 4 солдат противника.
Приказом по частям 237-й стрелковой дивизии от 12 октября 1944 года красноармеец Антонюк Антон Никитович награждён орденом Славы 3-й степени.
27 октября 1944 года в бою за город Мукачево младший сержант Антонюк в ходе разведки выявил группу фашистов, вступив в бой, сразил 2 солдат, захватил пулемёт и вместе с бойцами 11 взял в плен.
Приказом по войскам 18-й армии от 1 января 1945 года младший сержант Антонюк Антон Никитович награждён орденом Славы 2-й степени.
20 апреля 1945 года юго-восточнее города Ратибор, младший сержант Антонюк с катушкой кабеля вплавь переправился через реку Одер и под огнём наладил бесперебойную связь с минометной батареей полка.
Указом Президиума Верховного Совета СССР от 15 мая 1946 года за отвагу и геройства в боях с немецкими захватчиками в Великой Отечественной войне младший сержант Антонюк Антон Никитович награждён орденом Славы 1-й степени. Стал полным кавалером ордена Славы.
В 1946 году старшина Антонюк был демобилизован. Вернулся в родное село. Работал в колхозе «За коммунизм», был комбайнером, бригадиром тракторной бригады, завхозом. Скончался 11 ноября 1974 года.
Награждён орденами Славы 3-х степеней, медалями, в том числе двумя медалями «За отвагу». Именем ветерана названа улица в селе Княжики.